# John (9e comte de Sutherland)
Pour les articles homonymes, voir John.
John (III) de Sutherland (également connu sous le nom de  John de Moravia) (mort en 1514) fut le 9e comte de Sutherland et le chef du Clan Sutherland.

## Biographie
Fils et successeur de John (II), John (III) est le dernier comte issu en ligne directe des comtes « de Moravia » ou Sutherland. Selon l'historien du XVIIe siècle Sir Robert Gordon, 1er Baronet Gordonstoun, un fils cadet d'Alexandre Gordon, 12e comte de Sutherland, John de Moravia était faible d'esprit, dépourvu de bon sens et inapte à gouverner par lui-même ou à déléguer. Cependant la jeune sœur de John, Elizabeth, qui avait épousé en 1501 Adam Gordon, un fils cadet de George Gordon, 2e comte de Huntly, chef du Clan Gordon, avait l'esprit et le jugement sain.
John de Moravia, 9e comte de Sutherland, meurt en 1514 sans union ni postérité. Il a comme successeur sa jeune sœur Elizabeth, reconnue comme 10e Comtesse de Sutherland. Leur fils Alexander Gordon est connu sous le nom de Master of Sutherland, non sans l'opposition d'un frère cadet d'Elizabeth, nommé Alexander de Moravia, plus souvent connu sous le nom d'Alexander Sutherland qui est ensuite tué lors de la Bataille d'Alltachuilain en 1518. C'est le fils d'Alexander Gordon nommé John qui leur succède sous le nom de John Gordon, 11e comte de Sutherland.

## Source de  la traduction
- (en) Cet article est partiellement ou en totalité issu de l’article de Wikipédia en anglais intitulé « John de Moravia, 9th Earl of Sutherland » (voir la liste des auteurs).